# Gertwiller
Gertwiller (deutsch Gertweiler) ist eine französische Gemeinde mit 1273 Einwohnern (Stand 1. Januar 2021) im Département Bas-Rhin in der Region Grand Est (bis 2015 Elsass). Sie gehört zum Arrondissement Sélestat-Erstein und zum Kanton Obernai.

## Geografie
Die Gemeinde Gertwiller liegt an der Kirneck am Fuß der Vogesen, unmittelbar östlich von Barr, etwa 24 Kilometer südwestlich von Straßburg.
Nachbargemeinden von Gertwiller sind Bourgheim im Nordosten, Zellwiller im Südosten, Barr im Südwesten sowie Heiligenstein im Nordwesten.

## Geschichte
Von 1871 bis zum Ende des Ersten Weltkrieges gehörte Gertwiller als Teil des Reichslandes Elsaß-Lothringen zum Deutschen Reich und war dem Kreis Schlettstadt im Bezirk Unterelsaß zugeordnet.

### Bevölkerungsentwicklung
| Jahr      | 1910 | 1962 | 1968 | 1975 | 1982 | 1990 | 1999 | 2006 | 2017 |
| Einwohner | 724  | 674  | 730  | 832  | 793  | 774  | 868  | 879  | 1250 |

## Kultur und Sehenswürdigkeiten
In Gertwiller werden Lebkuchen seit dem 18. Jahrhundert hergestellt. Um das Jahr 1900 sollen acht bis neun selbständige Lebkuchenhersteller existiert haben. Heute bestehen mit Fortwenger und Lips noch zwei Fabriken. Das von ihnen begründete Musée du pain d'épices et de l'art populaire alsacien, das Lebkuchen- und Kunstmuseum, stellt außerdem Frankenthaler Porzellanarbeiten von Paul, Joseph und Karl-Franz Hannong aus.
Märkte und Dorffeste werden jährlich durchgeführt.
Sehenswert sind die Fresken aus dem 14. Jahrhundert im Chor der evangelisch-lutherischen Kirche „Saint-Barthélemy“.

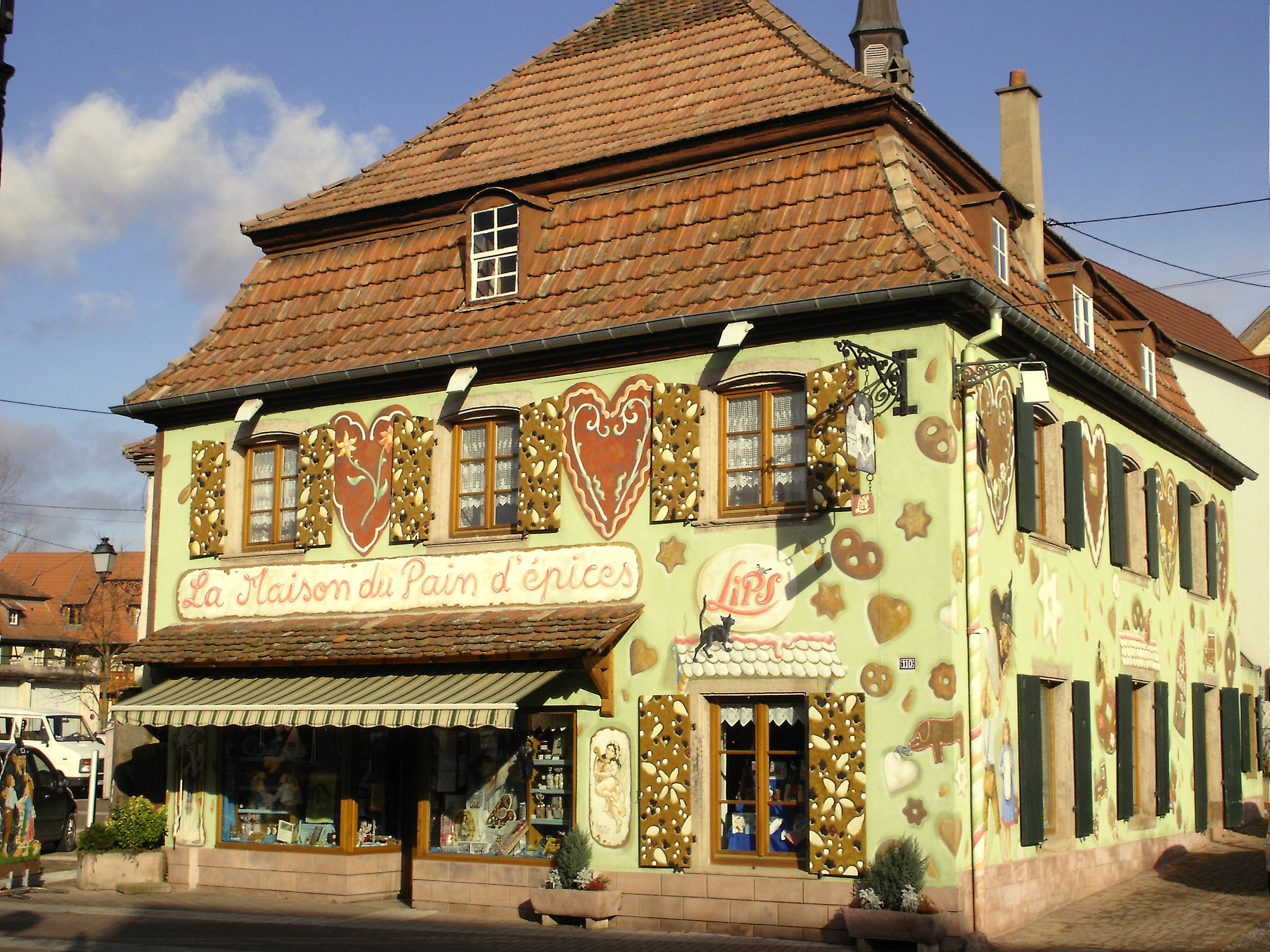
Lebkuchen- und Kunstmuseum
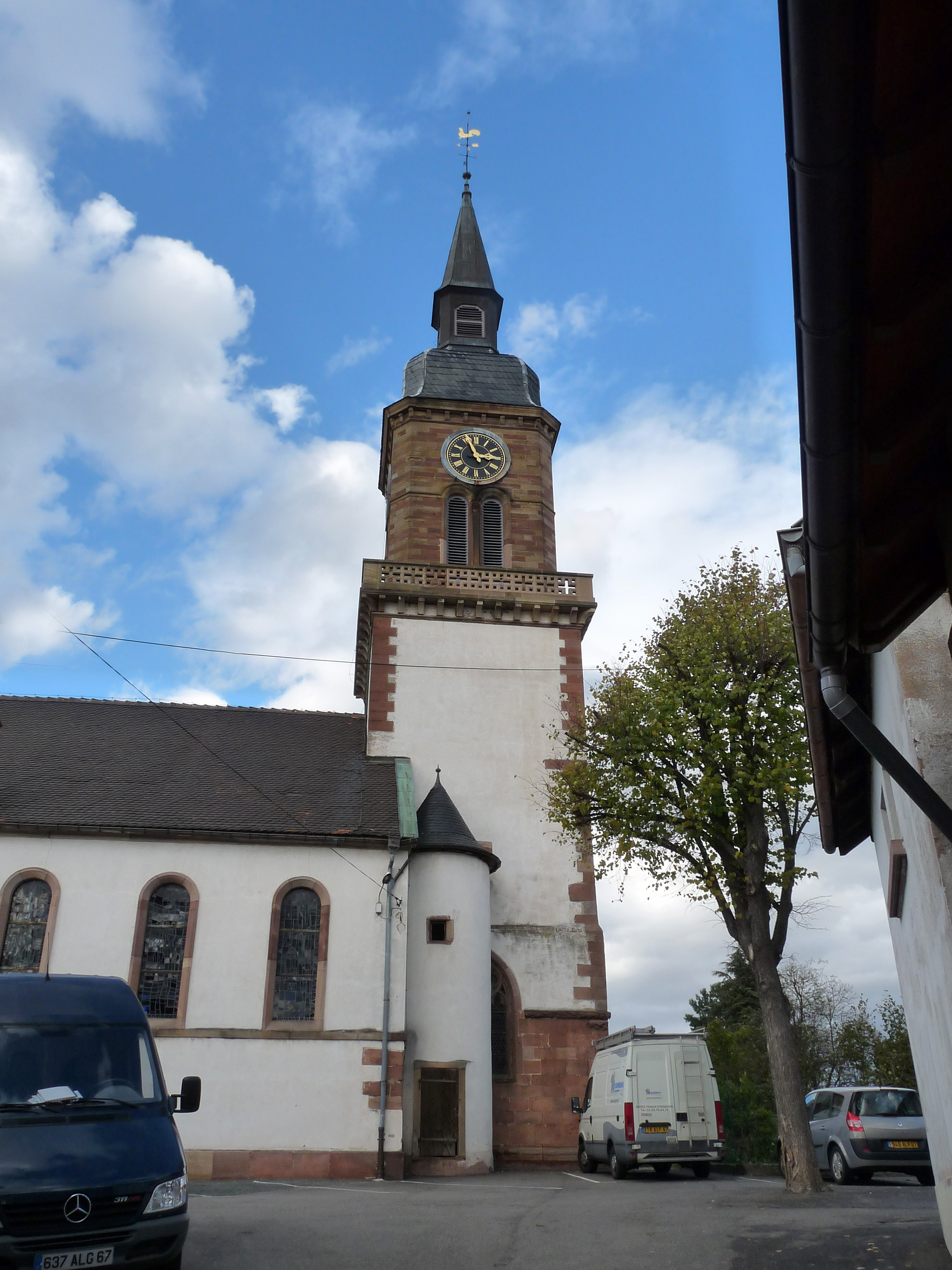
Kirche St. Bartholomäus

## Wirtschaft
Haupterwerbszweige in Gertwiller sind der Weinbau und der Tourismus. Mitten im Elsässischen Weinbaugebiet gelegen, wird hier unter anderem die Sorte Klevener de Heiligenstein gekeltert.

## Verkehr
Gertwiller hat einen Haltepunkt an der Bahnstrecke Sélestat–Saverne und ist mit TER-Zügen an Strasbourg und Sélestat angebunden.

## Persönlichkeiten
- Die Kunstmaler Charles Spindler (* 1865, † 1938) und Lucien Blumer (* 1871, † 1947)